# Unione Sportiva Poggibonsi Valdelsa 2002-2003
Questa pagina raccoglie le informazioni riguardanti l'Unione  Sportiva Poggibonsi Valdelsa nelle competizioni ufficiali della stagione 2002-2003.

## Rosa
| N. |                   | Ruolo | Calciatore           |  |
| -- | ----------------- | ----- | -------------------- |  |
|    | Italia (bandiera) | C     | Vincenzo Russo       |  |
|    | Italia (bandiera) | C     | Vincenzo Niola       |  |
|    | Italia (bandiera) | P     | Massimiliano Benassi |  |
|    | Italia (bandiera) | A     | Alessandro Brunetti  |  |
|    | Italia (bandiera) | A     | Luca Dosi            |  |
|    | Italia (bandiera) | D     | Pacifico Fanani      |  |
|    | Italia (bandiera) | A     | Daniele Federici     |  |
|    | Italia (bandiera) | C     | Charles Ferretti     |  |
|    | Italia (bandiera) | D     | Luca Fiasconi        |  |
|    | Italia (bandiera) | P     | Alessandro Flauto    |  |
|    | Italia (bandiera) | D     | Alessandro Fogacci   |  |
|    | Italia (bandiera) | D     | Marco Francini       |  |
|    | Italia (bandiera) | C     | Davide Gaziano       |  |

| N. |                       | Ruolo | Calciatore         |
| -- | --------------------- | ----- | ------------------ |
|    | Italia (bandiera)     | C     | Roberto Gemmi      |
|    | Mauritania (bandiera) | D     | Bertrand Ketchanke |
|    | Italia (bandiera)     | D     | Manuel Machetti    |
|    | Italia (bandiera)     | C     | Francesco Meacci   |
|    | Italia (bandiera)     | A     | Alessandro Muoio   |
|    | Italia (bandiera)     | C     | Riccardo Nardini   |
|    | Italia (bandiera)     | P     | Federico Nicastro  |
|    | Italia (bandiera)     | A     | Cosimo Nobile      |
|    | Italia (bandiera)     | C     | Simone Pacini      |
|    | Italia (bandiera)     | C     | Luca Rusani        |
|    | Italia (bandiera)     | A     | Sandro Scardigli   |
|    | Italia (bandiera)     | C     | Giuseppe Scarpato  |
|    | Italia (bandiera)     | D     | Francesco Tondo    |